# Mistrovství Evropy ve volejbale mužů 2011
27. mistrovství Evropy ve volejbale mužů se konalo ve dnech 10. – 18. září v České republice a Rakousku.
Turnaje se zúčastnilo 16 družstev, rozdělených do čtyř čtyřčlenných skupin. Nejlepší mužstva z každé skupiny postoupila přímo do čtvrtfinále. Týmy na druhém a třetím místě se utkali vyřazovacím systémem o účast ve čtvrtfinále. Dále následoval klasický play off systém. Mistrem Evropy se stali volejbalisté Srbska.
Od tohoto šampionátu je zaveden nový systém bodování: za vítězství 3:0 a 3:1 jsou tři body, za vítězství 3:2 jsou dva body, prohru 2:3 je jeden bod a za prohru 1:3 a 0:3 je nula bodů.

## Pořadatelská města
| Vídeň             | Innsbruck              | Praha            | Karlovy Vary    |
| Wiener Stadthalle | OlympiaHalle Innsbruck | O2 arena         | KV Arena        |
| Wiener Stadthalle | OlympiaHalle Innsbruck | O2 arena         | KV Arena        |
| Kapacita: 16,000  | Kapacita: 7,800        | Kapacita: 17,000 | Kapacita: 6,000 |
| Otevřen: 1958     | Otevřen: 1963 (2004)   | Otevřen: 2004    | Otevřen: 2009   |

## Kandidatura
Na uspořádání 27. mistrovství Evropy kandidovalo 7 zemí:

 Rakousko -  Česko (vítěz)

 Bulharsko -  Řecko

 Dánsko

 Francie

 Nizozemsko

## Kvalifikace
| Pořadatelé - Česko - Rakousko | Přímý postup z ME 2009 - Polsko - Francie - Bulharsko - Rusko - Srbsko | Postup z Kvalifikace - Slovinsko - Finsko - Portugalsko - Německo - Slovensko - Itálie - Belgie - Estonsko - Turecko |

## Výsledky a tabulky

### Základní část

#### Skupina A - Vídeň (Wiener Stadthalle)
| Datum    | Čas   | Zápas                | Výsledek | Sety  | Sety  | Sety  | Sety  | Sety  | Míče    | Report                   |
| Datum    | Čas   | Zápas                | Výsledek | 1     | 2     | 3     | 4     | 5     | Míče    | Report                   |
| -------- | ----- | -------------------- | -------- | ----- | ----- | ----- | ----- | ----- | ------- | ------------------------ |
| 10. září | 15:30 | Slovinsko - Rakousko | 3:0      | 25:20 | 25:21 | 25:20 |       |       | 75:61   | Report[nedostupný zdroj] |
| 10. září | 20:00 | Srbsko - Turecko     | 3:0      | 25:16 | 25:18 | 25:20 |       |       | 75:54   | Report[nedostupný zdroj] |
| 11. září | 15:30 | Slovinsko - Srbsko   | 1:3      | 9:25  | 23:25 | 25:23 | 23:25 |       | 80:98   | Report[nedostupný zdroj] |
| 11. září | 20:10 | Rakousko - Turecko   | 0:3      | 21:25 | 22:25 | 20:25 |       |       | 63:75   | Report[nedostupný zdroj] |
| 12. září | 15:30 | Turecko - Slovinsko  | 2:3      | 18:25 | 23:25 | 25:16 | 25:19 | 12:15 | 103:100 | Report[nedostupný zdroj] |
| 12. září | 20:10 | Rakousko - Srbsko    | 0:3      | 16:25 | 19:25 | 16:25 |       |       | 51:75   | Report[nedostupný zdroj] |

| Poř | Země      | Body | Zápasy | Výhry | Prohry | Sety | Ratio | Míče    | Ratio |
| --- | --------- | ---- | ------ | ----- | ------ | ---- | ----- | ------- | ----- |
| 1.  | Srbsko    | 9    | 3      | 3     | 0      | 9:1  | 9.000 | 248:185 | 1.341 |
| 2.  | Slovinsko | 5    | 3      | 2     | 1      | 7:5  | 1.400 | 255:262 | 0.973 |
| 3.  | Turecko   | 4    | 3      | 1     | 2      | 5:6  | 0.833 | 232:238 | 0.975 |
| 4.  | Rakousko  | 0    | 3      | 0     | 3      | 0:9  | 0.000 | 175:225 | 0.778 |

#### Skupina B - Karlovy Vary (KV Arena)
| Datum    | Čas   | Zápas                  | Výsledek | Sety  | Sety  | Sety  | Sety  | Sety  | Míče   | Report                   |
| Datum    | Čas   | Zápas                  | Výsledek | 1     | 2     | 3     | 4     | 5     | Míče   | Report                   |
| -------- | ----- | ---------------------- | -------- | ----- | ----- | ----- | ----- | ----- | ------ | ------------------------ |
| 10. září | 15:00 | Rusko - Estonsko       | 3:0      | 25:17 | 25:19 | 25:17 |       |       | 75:53  | Report[nedostupný zdroj] |
| 10. září | 18:00 | Portugalsko - Česko    | 2:3      | 20:25 | 25:20 | 25:21 | 16:25 | 13:15 | 99:106 | Report[nedostupný zdroj] |
| 11. září | 15:00 | Portugalsko - Rusko    | 1:3      | 15:25 | 25:23 | 22:25 | 13:25 |       | 75:98  | Report[nedostupný zdroj] |
| 11. září | 18:00 | Česko - Estonsko       | 3:0      | 25:20 | 25:14 | 25:20 |       |       | 75:54  | Report[nedostupný zdroj] |
| 12. září | 15:00 | Estonsko - Portugalsko | 3:0      | 25:23 | 25:17 | 25:22 |       |       | 75:62  | Report[nedostupný zdroj] |
| 12. září | 18:00 | Česko - Rusko          | 0:3      | 19:25 | 14:25 | 18:25 |       |       | 51:75  | Report[nedostupný zdroj] |

| Poř | Země        | Body | Zápasy | Výhry | Prohry | Sety | Ratio | Míče    | Ratio |
| --- | ----------- | ---- | ------ | ----- | ------ | ---- | ----- | ------- | ----- |
| 1.  | Rusko       | 9    | 3      | 3     | 0      | 9:1  | 9.000 | 248:179 | 1.385 |
| 2.  | Česko       | 5    | 3      | 2     | 1      | 6:5  | 1.200 | 232:228 | 1.018 |
| 3.  | Estonsko    | 3    | 3      | 1     | 2      | 3:6  | 0.500 | 182:212 | 0.858 |
| 4.  | Portugalsko | 1    | 3      | 0     | 3      | 3:9  | 0.333 | 236:279 | 0.846 |

#### Skupina C - Innsbruck (OlympiaHalle)
| Datum    | Čas   | Zápas            | Výsledek | Sety  | Sety  | Sety  | Sety  | Sety  | Míče    | Report                   |
| Datum    | Čas   | Zápas            | Výsledek | 1     | 2     | 3     | 4     | 5     | Míče    | Report                   |
| -------- | ----- | ---------------- | -------- | ----- | ----- | ----- | ----- | ----- | ------- | ------------------------ |
| 10. září | 15:00 | Francie - Finsko | 3:1      | 25:14 | 17:25 | 31:29 | 28:26 |       | 101:94  | Report[nedostupný zdroj] |
| 10. září | 18:00 | Belgie - Itálie  | 1:3      | 25:22 | 18:25 | 27:29 | 15:25 |       | 85:101  | Report[nedostupný zdroj] |
| 11. září | 15:00 | Belgie - Francie | 3:1      | 31:29 | 34:36 | 25:20 | 26:24 |       | 116:109 | Report[nedostupný zdroj] |
| 11. září | 18:00 | Itálie - Finsko  | 3:0      | 25:23 | 27:25 | 25:21 |       |       | 77:69   | Report[nedostupný zdroj] |
| 12. září | 16:00 | Finsko - Belgie  | 3:0      | 25:21 | 25:22 | 25:22 |       |       | 75:65   | Report[nedostupný zdroj] |
| 12. září | 19:00 | Itálie - Francie | 2:3      | 28:26 | 25:22 | 17:25 | 21:25 | 11:15 | 102:113 | Report[nedostupný zdroj] |

| Poř | Země    | Body | Zápasy | Výhry | Prohry | Sety | Ratio | Míče    | Ratio |
| --- | ------- | ---- | ------ | ----- | ------ | ---- | ----- | ------- | ----- |
| 1.  | Itálie  | 7    | 3      | 2     | 1      | 8:4  | 2.000 | 280:267 | 1.049 |
| 2.  | Francie | 5    | 3      | 2     | 1      | 7:6  | 1.167 | 323:312 | 1.035 |
| 3.  | Finsko  | 3    | 3      | 1     | 2      | 4:6  | 0.667 | 238:243 | 0.979 |
| 4.  | Belgie  | 3    | 3      | 1     | 2      | 4:7  | 0.571 | 266:285 | 0.933 |

#### Skupina D - Praha (O2 Arena)
| Datum    | Čas   | Zápas                 | Výsledek | Sety  | Sety  | Sety  | Sety  | Sety  | Míče    | Report                   |
| Datum    | Čas   | Zápas                 | Výsledek | 1     | 2     | 3     | 4     | 5     | Míče    | Report                   |
| -------- | ----- | --------------------- | -------- | ----- | ----- | ----- | ----- | ----- | ------- | ------------------------ |
| 10. září | 15:00 | Slovensko - Bulharsko | 3:2      | 26:24 | 27:25 | 24:26 | 19:25 | 17:15 | 113:115 | Report[nedostupný zdroj] |
| 10. září | 18:00 | Německo - Polsko      | 1:3      | 19:25 | 20:25 | 25:22 | 22:25 |       | 86:97   | Report[nedostupný zdroj] |
| 11. září | 15:00 | Německo - Slovensko   | 1:3      | 23:25 | 26:24 | 24:26 | 25:27 |       | 98:102  | Report[nedostupný zdroj] |
| 11. září | 18:00 | Polsko - Bulharsko    | 1:3      | 25:19 | 22:25 | 22:25 | 23:25 |       | 92:94   | Report[nedostupný zdroj] |
| 12. září | 15:00 | Bulharsko - Německo   | 3:1      | 25:16 | 25:27 | 26:24 | 25:23 |       | 101:90  | Report[nedostupný zdroj] |
| 12. září | 18:00 | Polsko - Slovensko    | 1:3      | 25:23 | 21:25 | 18:25 | 23:25 |       | 87:98   | Report[nedostupný zdroj] |

| Poř | Země      | Body | Zápasy | Výhry | Prohry | Sety | Ratio | Míče    | Ratio |
| --- | --------- | ---- | ------ | ----- | ------ | ---- | ----- | ------- | ----- |
| 1.  | Slovensko | 8    | 3      | 3     | 0      | 9:4  | 2.250 | 313:100 | 1.043 |
| 2.  | Bulharsko | 7    | 3      | 2     | 1      | 7:5  | 1.600 | 310:295 | 1.051 |
| 3.  | Polsko    | 3    | 3      | 1     | 2      | 5:7  | 0.714 | 276:278 | 0.993 |
| 4.  | Německo   | 0    | 3      | 0     | 3      | 3:9  | 0.333 | 274:300 | 0.913 |

### Play off

#### Osmifinále
| 14. září | 15:00 | Karlovy Vary | Bulharsko - Estonsko | 3:0 | 25:20 | 25:23 | 25:22 |       |       | 75:65   | Report[nedostupný zdroj] |
| 14. září | 15:30 | Vídeň        | Francie - Turecko    | 3:1 | 25:19 | 25:23 | 19:25 | 25:21 |       | 94:88   | Report[nedostupný zdroj] |
| 14. září | 18:00 | Karlovy Vary | Česko - Polsko       | 1:3 | 23:25 | 25:22 | 29:31 | 18:25 |       | 95:103  | Report[nedostupný zdroj] |
| 14. září | 20:10 | Vídeň        | Slovinsko - Finsko   | 2:3 | 18:25 | 25:21 | 23:25 | 25:18 | 12:15 | 103:104 | Report[nedostupný zdroj] |

#### Čtvrtfinále
| 15. září | 15:00 | Karlovy Vary | Slovensko - Polsko | 0:3 | 23:25 | 17:25 | 19:25 |       |  | 59:75  | Report[nedostupný zdroj] |
| 15. září | 16:00 | Vídeň        | Itálie - Finsko    | 3:1 | 25:18 | 25:20 | 29:31 | 25:21 |  | 104:90 | Report[nedostupný zdroj] |
| 15. září | 18:00 | Karlovy Vary | Rusko - Bulharsko  | 3:1 | 22:25 | 25:19 | 25:18 | 25:19 |  | 97:81  | Report[nedostupný zdroj] |
| 15. září | 19:00 | Vídeň        | Srbsko - Francie   | 3:1 | 32:30 | 25:20 | 23:25 | 26:24 |  | 106:99 | Report[nedostupný zdroj] |

#### Semifinále
| 17. září | 15:00 | Vídeň | Itálie - Polsko | 3:0 | 25:22 | 25:21 | 25:20 |       |       | 75:63   | Report[nedostupný zdroj] |
| 17. září | 18:00 | Vídeň | Srbsko - Rusko  | 3:2 | 25:23 | 17:25 | 22:25 | 33:31 | 15:13 | 112:117 | Report                   |

#### Finále
| 18. září | 18:00 | Vídeň | Itálie - Srbsko | 1:3 | 25:17 | 20:25 | 23:25 | 24:26 |  | 92:93 | Report |

#### O 3. místo
| 18. září | 15:00 | Vídeň | Polsko - Rusko | 3:1 | 25:23 | 18:25 | 25:21 | 25:19 |  | 93:88 | Report |

## Přehled nejlepších hráčů
- Nejužitečnější hráč:  Ivan Miljković
- Nejvíce bodující hráč:  Maxim Michajlov
- Nejlepší útočník:  Maxim Michajlov
- Nejlepší blokař:  Marko Podraščanin
- Nejlépe podávající hráč:  Bartosz Kurek
- Nejlepší nahrávač:  Dragan Travica
- Nejlepší přihrávač:  Nikola Kovačević
- Nejlepší Libero:  Andrea Bari

## Soupisky
1.  Srbsko
| - Vlado Petkovič - Mihajlo Mitič - Nikola Kovačevič - Uros Kovačevič - Milos Teržič | - Miloš Nikič - Dragan Stankovič - Milan Rasič - Ivan Miljkovič - Marko Podrascanin | - Saša Starovič - Aleksandar Atanasijevič - Filip Vujič - Nikola Rosič |

- Trenér: Igor Kolakovič

2.  Itálie
| - Dante Boninfante - Dragan Travica - Simone Parodi - Gabriele Maruotti - Ivan Zaytsev | - Cristian Savani - Luigi Mastrangelo - Simone Buti - Emanuele Birarelli - Rocco Barone | - Michal Lasko - Giulio Sabbi - Andrea Bari - Andrea Giovi |

- Trenér: Mauro Berruto

3.  Polsko
| - Fabian Drzyzga - Lukasz Tomasz Zygadlo - Bartosz Kurek - Mateusz Mika - Michal Kubiak | - Michal Ruciak - Piotr Nowakowski - Marcin Mozdzonek - Grzegorz Kosok - Karol Klos | - Piotr Gzka - Jakub Jarosz - Pawel Zatorski - Krzysztof Ignaczak |

- Trenér: Andrea Anastasi

4.  Rusko
| - Sergej Grankin - Alexander Butko - Taras Chtej - Jevgenij Sivoželez - Denis Birjukov | - Nikolaj Apalikov - Dmitrij Muserskij - Dmitrij Ščerbinin - Maxim Michajlov - Alexander Volkov | - Dmitrij Ilinych - Maxim Žigalov - Alexander Sokolov - Valerij Komarov |

- Trenér: Vladimir Alekno

5.  Slovensko
| Nahrávači - Branislav Skladaný - Juraj Zatko | Smečaři - Robert Hupka - Lukas Divis st. - Martin Sopko | Blokaři - Emanuel Kohut - Martin Nemec - Tomas Kmet (C) - Richard Nemec | Diagonální hráči - Milan Bencz - Peter Michalovič | Libero - Roman Ondek |

- Trenér: Emanuele Zanini
- Asistent trenéra: Andrea Tomasini

6.  Bulharsko
| Nahrávači - Georgi Bratojev - Andrej Žekov | Smečaři - Todor Nikolajev Aleksjev - Matej Iljanov Kazijski - Todor Skrimov - Metodi Ananjev | Blokaři - Hristo Cvetanov - Viktor Josifov - Teodor Todorov - Kostadin Gadžanov | Diagonální hráči - Vladimir Milčev Nikolov (C) - Cvetan Nikolajev Sokolov | Libera - Vladislav Ivanov - Martin Božilov |

- Trenér: Radostin Stojčev
- Asistent trenéra: Camillo Placi

7.  Francie
| Nahrávači - Benjamin Toniutti - Pierre Pujol (C) | Smečaři - Nicolas Marechal - Julien Lyneel - Earvin Ngapeth - Samuele Tuia | Blokaři - José Trefle - Gérald Hardydessources - Franck Lafitte - Romain Vadeleux | Diagonální hráči - Antonin Rouzier - Marien Moreau | Libera - Jenia Grebennikov - Jeannçois Exiga |

- Trenér: Philippe Blain
- Asistent trenéra: Jocelyn Trillon

8.  Finsko
| Nahrávači - Eemi Tervatti - Mikko Esko | Smečaři - Antti Siltala - Tuomas Sammelvuo (C) - Matti Hietanen - Jari Tuominen - Olli Kunari | Blokaři - Konstantin Shumov - Matti Oivanen - Jukka Lehtonen | Diagonální hráči - Urpo Sivula - Mikko Tapio Oivanen | Libera - Pasi Hyvärinen - Jesse Mäntylä |

- Trenér: Daniel Castellani
- Asistent trenéra: Jussi Heino

9.  Slovinsko
| Nahrávači - Rok Satler - Dejan Vinčíč | Smečaři - Andrej Flajs - Jan Planinč - Vid Jakopin - Tine Urn (C) | Blokaři - Mateuž Kamnik - Alen Pajenk - Davor Cebron - Dragan Radovič | Diagonální hráči - Mitja Gasparini - Alen Sket | Libera - Miha Plot - Sebastijan Skorč |

- Trenér: Veselin Vukovič
- Asistent trenéra: Tine Sattler

10.  Česko
| Nahrávači - Lukáš Ticháček - Petr Zapletal | Smečaři - Petr Pláteník - Jiří Popelka - Ondřej Hudeček (C) - Michal Hrazdíra | Blokaři - Aleš Holubec - Jakub Veselý - Petr Konečný - Radek Mach | Diagonální hráči - Jan Štokr - David Konečný | Libera - Martin Kryštof - Jiří Bence |

- Trenér: Jan Svoboda
- Asistent trenéra: Milan Hadrava

11.  Turecko
| Nahrávači - Selçuk Keskin - Arslan Eksi | Smečaři - Sinan Cem Tanik (C) - Burutay Subasi - Serhat Coskun - Halil Ibrahim Yücel | Blokaři - Ahmet Pezük - Kemal Kayhan - Erhan Dünge | Diagonální hráči - Emre Batur - Ender Kidoglu | Libero - Ramazan Serkan Kilic |

- Trenér: Veljko Basic
- Asistent trenéra: Hakan Özkan

12.  Estonsko
| Nahrávači - Martti Keel - Kert Toobal (C) | Smečaři - Keith Pupart - Eerik Jago - Martti Rosenblatt - Jaanus Nommsalu | Blokaři - Janis Sirelpuu - Meelis Kivisild - Ardo Kreek - Raimo Pajusalu | Diagonální hráči - Oliver Venno - Argo Meresaar | Libera - Asko Esna - Sten Esna |

- Trenér: Avo Keel
- Asistent trenéra: Boriss Kolcins

13.  Belgie
| Nahrávači - Yves Kruyner - Frank Depestele (C) | Smečaři - Sam Deroo - Kevin Klinkenberg - Gertjan Claes - Matthijs Verhanneman | Blokaři - Pieter Coolman - Pieter Verhees - Matias Emmanuel Raymaekers | Diagonální hráči - Bram Van Den Dries - Gert Van Walle | Libera - Stijn Dejonckheere |

- Trenér: Claudio Gewehr
- Asistent trenéra: Emile Rousseaux

14.  Portugalsko
| Nahrávači - Tiago Violas - Carlos Fidalgo | Smečaři - Manuel Fernando Silva - Ivo Casas - Flavio Rodolfo Cruz - André Lopes | Blokaři - João Carlos Malveiro - Joao Miguel Jose (C) - Rui Antonio Santos | Diagonální hráči - Valdir Sequeira - Hugo Fernando Lucas Gaspar | Libero - Carlos Miguel Teixeira |

- Trenér: Juan Diaz
- Asistent trenéra: Hugo Silva

15.  Německo
| Nahrávači - Lukas Immanuel Kampa - Patrick Steuerwald | Smečaři - Marcus Popp Smečaři - Sebastian Schwarz - Björn Andrae (C) - Denis Kaliberda - Robert Kromm | Blokaři - Marcus Böhme - Stefan Huebner - Max Günthör | Diagonální hráči - György Grozer - Jochen Schöps | Libero - Markus Steuerwald - Ferdinand Tille |

- Trenér: Raúl Head Lozano
- Asistent trenéra: Juan Manuel Serramalera

 16.  Rakousko
| Nahrávači - Lukas Weber - Oliver Binder | Smečaři - Philip Schneider - Mathias Kienbauer - Marcus Guttmann - Simon Claudio Frühbauer - Lorenz Koraimann | Blokaři - Daniel Razvan Gavan (C) - Philip Ichovski - Gerald Reiser | Diagonální hráči - Michael Laimer - Thomas Zass | Libero - Philipp Kroiss - Frederick Laure |

- Trenér: Michael Warm
- Asistent trenéra: Thomas Schroffeneg

## Konečné pořadí
| 27.              | Mistrovství Evropy 2011 | Z | V | P | Sety  | B  |
| ---------------- | ----------------------- | - | - | - | ----- | -- |
| Zlatá medaile    | Srbsko                  | 6 | 6 | 0 | 18:5  | 17 |
| Stříbrná medaile | Itálie                  | 6 | 4 | 2 | 15:8  | 13 |
| Bronzová medaile | Polsko                  | 7 | 4 | 3 | 14:12 | 12 |
| 4.               | Rusko                   | 6 | 4 | 2 | 15:8  | 13 |
| 5.               | Slovensko               | 4 | 3 | 1 | 9:7   | 8  |
| 6.               | Bulharsko               | 5 | 3 | 2 | 11:8  | 10 |
| 7.               | Francie                 | 5 | 3 | 2 | 11:10 | 8  |
| 8.               | Finsko                  | 5 | 2 | 3 | 8:11  | 5  |
| 9.               | Slovinsko               | 4 | 2 | 2 | 9:8   | 5  |
| 10.              | Česko                   | 4 | 2 | 2 | 7:8   | 5  |
| 11.              | Turecko                 | 4 | 1 | 3 | 6:9   | 4  |
| 12.              | Estonsko                | 4 | 1 | 3 | 3:9   | 3  |
| 13.              | Belgie                  | 3 | 1 | 2 | 4:7   | 3  |
| 14.              | Portugalsko             | 3 | 0 | 3 | 3:9   | 1  |
| 15.              | Německo                 | 3 | 0 | 3 | 3:9   | 0  |
| 16.              | Rakousko                | 3 | 0 | 3 | 0:9   | 0  |